# Frozen River
Frozen River is een Amerikaanse dramafilm uit 2008, geschreven door en onder regie van Courtney Hunt. De hoofdrollen worden gespeeld door Melissa Leo en Misty Upham. De film ging in première op het Sundance Film Festival.

## Verhaal
Ray Eddy (Melissa Leo) ziet het allemaal even niet meer zitten. Ze woont met haar zoontjes T.J. (Charlie McDermott) en Ricky (James Reilly) in een houten huisje, maar dat wordt binnenkort afgebroken. Ze heeft een nieuwe woning besteld, waarvoor ze $4372,- moet betalen aan leverancier Guy Versailles (Jay Klaitz) vóór dat hij het aan haar over wil dragen. Eddy's gokverslaafde man Troy is er alleen met hun geld vandoor en ze heeft geen idee waar hij uithangt. Ze vertelt haar zonen dat hun vader 'op zakenreis' is en dat ze niet weet wanneer hij terugkomt. Ondertussen dreigt ze zelf met haar kinderen op straat te komen staan. Eddy heeft zelf wel werk, maar dat is parttime en haar baas Matt (Craig Shilowich) weigert pertinent om haar betrekking om te zetten in een voltijds baan.
Eddy gaat Troy zoeken op plaatsen waar hij mogelijk hun geld aan het vergokken is en treft zijn auto aan bij een bingohal. Tot haar verbazing ziet ze alleen een Mohawk-vrouw het gebouw uitkomen, in de auto stappen en wegrijden. Eddy volgt haar naar haar caravan in het reservaat waar ze woont en eist de auto terug. De vrouw blijkt Lila Littlewolf (Misty Upham) te heten en stelt Eddy voor om naar iemand te rijden die volgens haar waarschijnlijk zo'n $2000,- voor de auto overheeft. Samen rijden ze over het ijs van een dichtgevroren rivier van het Amerikaanse deel van het reservaat, naar het Canadese deel. Daar treffen ze Littlewolfs kennis Jimmy (Dylan Carusona). Die wil de auto helemaal niet kopen, maar overhandigt Littlewolf een envelop met $1200,- dollar en laat twee illegale Chinezen in de kofferbak stappen. Vervolgens moet Eddy terug de Verenigde Staten in rijden terwijl ze onder schot wordt gehouden door Littlewolf. Zij incasseert nog eens $1200,- door de Chinezen af te leveren als illegale arbeiders. Ze wil er dan met Eddy's auto vandoor, maar dat voorkomt laatstgenoemde door Littlewolf eruit te werken en weg te rijden.
Littlewolf heeft een andere auto nodig voor haar volgende klus, maar haar vriend Jimmy weigert haar een auto met kofferbak te verkopen. Dat mag hij niet van zijn baas, die weet waar Littlewolf zich mee bezighoudt. Eddy overtuigt zichzelf intussen dat deze mensensmokkel toch wel een erg lucratieve bezigheid is en gaat terug naar Littlewolf. Ze stelt voor om het een tijd samen te gaan doen. Littlewolf en haar contacten betrekken liever geen blanken bij hun praktijken, maar Eddy heeft een auto met kofferbak en daarom stemt ze toch toe. Eddy is geenszins van plan een criminele loopbaan op te bouwen, maar wil alleen een paar smokkelklussen doen totdat ze genoeg geld heeft om haar kinderen nieuw onderdak te geven. Littlewolf blijkt ook een alleenstaande moeder. Haar man is overleden en haar eenjarige zoontje Jake van haar afgepakt door haar mans ouders, omdat Littlewolf de middelen ontbeert om zelf voor haar kind te zorgen. Het geld voor de smokkelpraktijken spaart ze op zodat ze daarmee uiteindelijk Jake terug kan halen en een leven kan bieden. Eddy en Littlewolf voeren in hun strijd om voor hun kinderen te kunnen zorgen nu alleen wel illegale werkzaamheden uit voor onder meer 'slangekoppen', die handel drijven door illegalen uit te buiten.
Wanneer Littlewolf en Eddy net een Pakistaans echtpaar Amerika in hebben gesmokkeld, blijkt Eddy een blunder te hebben begaan. Ze heeft een tas van het stel uit de auto gegooid omdat ze niet het risico wilde lopen iets het land in te brengen waarmee een terroristische aanslag kan worden gepleegd. In de tas blijkt alleen geen materiële inhoud, maar hun baby te zitten. Die ligt nu ergens langs de weg in de sneeuw. Ze draaien om, vinden het kind en concluderen dat het overleden is. Terwijl Littlewolf het kind op de passagiersstoel in haar armen heeft, dwingt politieman Finnerty (Michael O'Keefe) de vrouwen tot stoppen. Tot hun opluchting ziet hij het kind niet en heeft hij Eddy laten stoppen om haar op een kapot remlicht te wijzen. Wanneer ze de woning naderen waar ze het Pakistaanse echtpaar hadden afgezet, blijkt het kind ook nog te leven. Het was onderkoeld, maar is verder in orde. Alles is zo goed als denkbaar mogelijk afgelopen.
Finnerty belt de volgende dag bij Eddy thuis aan. Hij heeft niets willen zeggen waar Littlewolf bij was, maar weet dat die betrokken is bij mensensmokkel. Hij raadt Eddy aan te zoeken naar een andere 'kinderoppas', een functie die Eddy verzon toen Finnerty ze liet stoppen. Littlewolf blijkt sowieso niet van plan nog een smokkeltocht te ondergaan. Ze vindt dat ze genoeg geld bij elkaar heeft om Jake voor zich op te eisen. Eddy heeft niettemin nog één klus nodig om een nieuwe woning te kunnen betalen en haalt Littlewolf over nog één smokkeltocht te doen. De enige optie die Jimmy voor ze weet, is een opdracht die slangekop Jacques Bruno (Mark Boone Junior) in de aanbieding heeft. Daarvoor moeten ze verder rijden dan normaal, buiten de grenzen van het reservaat. Door de opdracht te accepteren, nemen Eddy en Littlewolf een beslissing die allebei hun levens ingrijpend zal veranderen.

## Rolverdeling
- Melissa Leo - Ray Eddy
- Misty Upham - Lila Littlewolf
- Charlie McDermott - Troy J. 'T.J.' Eddy
- Michael O'Keefe - Finnerty
- Mark Boone Junior - Jacques Bruno
- James Reilly - Ricky Eddy
- Jay Klaitz - Guy Versailles
- John Canoe - Bernie Littlewolf
- Dylan Carusona - Jimmy

## Achtergrond

### Productie
In een interview gaf Courtney Hunt aan dat ze deels haar eigen ervaringen als moeder in de film heeft verwerkt. Dankzij haar man, die uit het dorpje Malone in New York komt, wist ze van het verhaal van Mohawks die sigaretten zouden smokkelen over de bevroren Saint Lawrence rivier. Dit vond ze een geschikt thema voor de film daar maar weinig mensen ervan af weten.
Hunt leerde cinematograaf Marc Blandori en actrice Melissa Leo kennen op het FilmColumbia 2003 Film Festival in Chatham. Beide stemden toe mee te werken aan het project. Hunt en haar crew maakten eerst een korte film om de producers te overtuigen haar het budget voor een speelfilm te geven.

### Uitgave en ontvangst
Behalve op het Sundance Film Festival, werd Frozen River ook vertoond op het Internationaal filmfestival van Seattle, het Internationaal filmfestival van Provincetown en het Traverse City Film Festival. Sony Pictures Classics betaalde 500.00 dollar om de film in Noord-Amerika uit te mogen brengen. De film bracht wereldwijd $5.133.210 op.
Reacties op de film waren doorgaans erg positief. Op Rotten Tomatoes scoort Frozen River 87% aan goede beoordelingen. Op Metacritic krijgt de film 82 punten op een schaal van 100.

## Prijzen en nominaties
De film werd genomineerd voor de Academy Award voor het beste scenario en voor die voor beste hoofdrolspeelster (Melissa Leo). Meer dan twintig andere prijzen werden Frozen River daadwerkelijk toegekend, waaronder twee Independent Spirit Awards (beste hoofdrolspeelster voor Leo en de Producers Award voor Heather Rae), twee National Board of Review Awards (één voor Leo en 'beste regiedebuut' voor Hunt) en de juryprijs op het Sundance Film Festival 2008, waar de film ook in première ging.